# Berthe de Rouergue
Berthe de Rouergue  née en 1030, décédée en 1065, fut comtesse de Rouergue (1053-1065).

## Descendance
Fille de Hugues Ier de Rouergue elle est mariée en 1051 avec Robert II d'Auvergne, comte d'Auvergne.
Sans postérité.
Raymond IV de Toulouse comte de Rouergue (1080-1105) lui succéda.